# Mount Ropar
Mount Ropar är ett berg i Antarktis. Det ligger i Östantarktis. Nya Zeeland gör anspråk på området. Toppen på Mount Ropar är 2 614 meter över havet, eller 86 meter över den omgivande terrängen. Bredden vid basen är 7,7 km.
Terrängen runt Mount Ropar är kuperad åt nordväst, men åt sydost är den platt. Trakten är obefolkad. Det finns inga samhällen i närheten.